# Prologue du Tour de France 1996
Pour un article plus général, voir Tour de France 1996.
Le Prologue du Tour de France 1996 a eu lieu le 29 juin 1996 à Bois-le-Duc (Pays-Bas), grand départ de cette 83ème édition du Tour de France. Long de 9,4 km, il a été remporté par le Suisse Alex Zülle (ONCE) devant l'Anglais Chris Boardman (Gan) et le Russe Evgueni Berzin (Gewiss-Playbus). A l'issue de cette étape, Zülle porte le premier maillot jaune de cette nouvelle édition du Tour de France.

## Classement de l'étape
| \| Classement de l'étape \| Classement de l'étape \| Classement de l'étape \| Classement de l'étape \| Classement de l'étape \| \| Coureur \| Coureur \| Pays \| Équipe \| Temps \| \| --------------------- \| --------------------- \| --------------------- \| --------------------- \| --------------------- \| \| 1er \| Alex Zülle \| Suisse \| ONCE \| 10 min 53 s \| \| 2e \| Chris Boardman \| Royaume-Uni \| Gan \| + 2 s \| \| 3e \| Evgueni Berzin \| Russie \| Gewiss-Playbus \| + 3 s \| \| 4e \| Abraham Olano \| Espagne \| Mapei-GB \| + 7 s \| \| 5e \| Tony Rominger \| Suisse \| Mapei-GB \| + 10 s \| \| 6e \| Bjarne Riis \| Danemark \| Deutsche Telekom \| + 11 s \| \| 7e \| Miguel Indurain \| Espagne \| Banesto \| + 12 s \| \| 8e \| Laurent Jalabert \| France \| ONCE \| + 15 s \| \| 9e \| Melchor Mauri \| Espagne \| ONCE \| + 21 s \| \| 10e \| Alexander Gontchenkov \| Ukraine \| Roslotto-ZG Mobili \| + 22 s \| |                       |             |                    |             |
| |                       |             |                    |             |
| |                       |             |                    |             |
| Classement de l'étape |                       |             |                    |             |
| Coureur | Coureur               | Pays        | Équipe             | Temps       |
| 1er | Alex Zülle            | Suisse      | ONCE               | 10 min 53 s |
| 2e | Chris Boardman        | Royaume-Uni | Gan                | + 2 s       |
| 3e | Evgueni Berzin        | Russie      | Gewiss-Playbus     | + 3 s       |
| 4e | Abraham Olano         | Espagne     | Mapei-GB           | + 7 s       |
| 5e | Tony Rominger         | Suisse      | Mapei-GB           | + 10 s      |
| 6e | Bjarne Riis           | Danemark    | Deutsche Telekom   | + 11 s      |
| 7e | Miguel Indurain       | Espagne     | Banesto            | + 12 s      |
| 8e | Laurent Jalabert      | France      | ONCE               | + 15 s      |
| 9e | Melchor Mauri         | Espagne     | ONCE               | + 21 s      |
| 10e | Alexander Gontchenkov | Ukraine     | Roslotto-ZG Mobili | + 22 s      |

## Classement général
Le classement général de l'épreuve reprend donc le classement de l'étape du jour, Alex Zülle (ONCE) devancant Chris Boardman (Gan) de deux secondes et Evgueni Berzin (Gewiss-Playbus) de trois.
| \| Classement général \| Classement général \| Classement général \| Classement général \| Classement général \| \| Coureur \| Coureur \| Pays \| Équipe \| Temps \| \| ------------------ \| --------------------- \| ------------------ \| ------------------ \| ------------------ \| \| 1er \| Alex Zülle \| Suisse \| ONCE \| 10 min 53 s \| \| 2e \| Chris Boardman \| Royaume-Uni \| Gan \| + 2 s \| \| 3e \| Evgueni Berzin \| Russie \| Gewiss-Playbus \| + 3 s \| \| 4e \| Abraham Olano \| Espagne \| Mapei-GB \| + 7 s \| \| 5e \| Tony Rominger \| Suisse \| Mapei-GB \| + 10 s \| \| 6e \| Bjarne Riis \| Danemark \| Deutsche Telekom \| + 11 s \| \| 7e \| Miguel Indurain \| Espagne \| Banesto \| + 12 s \| \| 8e \| Laurent Jalabert \| France \| ONCE \| + 15 s \| \| 9e \| Melchor Mauri \| Espagne \| ONCE \| + 21 s \| \| 10e \| Alexander Gontchenkov \| Ukraine \| Roslotto-ZG Mobili \| + 22 s \| |                       |             |                    |             |
| |                       |             |                    |             |
| |                       |             |                    |             |
| Classement général |                       |             |                    |             |
| Coureur | Coureur               | Pays        | Équipe             | Temps       |
| 1er | Alex Zülle            | Suisse      | ONCE               | 10 min 53 s |
| 2e | Chris Boardman        | Royaume-Uni | Gan                | + 2 s       |
| 3e | Evgueni Berzin        | Russie      | Gewiss-Playbus     | + 3 s       |
| 4e | Abraham Olano         | Espagne     | Mapei-GB           | + 7 s       |
| 5e | Tony Rominger         | Suisse      | Mapei-GB           | + 10 s      |
| 6e | Bjarne Riis           | Danemark    | Deutsche Telekom   | + 11 s      |
| 7e | Miguel Indurain       | Espagne     | Banesto            | + 12 s      |
| 8e | Laurent Jalabert      | France      | ONCE               | + 15 s      |
| 9e | Melchor Mauri         | Espagne     | ONCE               | + 21 s      |
| 10e | Alexander Gontchenkov | Ukraine     | Roslotto-ZG Mobili | + 22 s      |

## Classements annexes
| Classement par points | Classement par points | Classement par points | Classement par points | Classement par points |
| Coureur               | Coureur               | Pays                  | Équipe                | Points                |
| --------------------- | --------------------- | --------------------- | --------------------- | --------------------- |
| 1er                   | Alex Zülle            | Suisse                | ONCE                  | 15 pts                |
| 2e                    | Chris Boardman        | Royaume-Uni           | Gan                   | 12 pts                |
| 3e                    | Evgueni Berzin        | Russie                | Gewiss-Playbus        | 10 pts                |
| 4e                    | Abraham Olano         | Espagne               | Mapei-GB              | 8 pts                 |
| 5e                    | Tony Rominger         | Suisse                | Mapei-GB              | 6 pts                 |

| Classement par points | Classement par points | Classement par points | Classement par points | Classement par points |
| Coureur               | Coureur               | Pays                  | Équipe                | Points                |
| --------------------- | --------------------- | --------------------- | --------------------- | --------------------- |
| 1er                   | Alex Zülle            | Suisse                | ONCE                  | 15 pts                |
| 2e                    | Chris Boardman        | Royaume-Uni           | Gan                   | 12 pts                |
| 3e                    | Evgueni Berzin        | Russie                | Gewiss-Playbus        | 10 pts                |
| 4e                    | Abraham Olano         | Espagne               | Mapei-GB              | 8 pts                 |
| 5e                    | Tony Rominger         | Suisse                | Mapei-GB              | 6 pts                 |

| Classement du meilleur jeune | Classement du meilleur jeune | Classement du meilleur jeune | Classement du meilleur jeune | Classement du meilleur jeune |
| Coureur                      | Coureur                      | Pays                         | Équipe                       | Temps                        |
| ---------------------------- | ---------------------------- | ---------------------------- | ---------------------------- | ---------------------------- |
| 1er                          | Christophe Moreau            | France                       | Festina-Lotus                | 11 min 17 s                  |
| 2e                           | Lance Armstrong              | États-Unis                   | Motorola                     | + 0 s                        |
| 3e                           | Paolo Savoldelli             | Italie                       | Roslotto-ZG Mobili           | + 5 s                        |
| 4e                           | Emmanuel Magnien             | France                       | Festina-Lotus                | + 7 s                        |
| 5e                           | Jan Ullrich                  | Allemagne                    | Deutsche Telekom             | + 9 s                        |

| Classement du meilleur jeune | Classement du meilleur jeune | Classement du meilleur jeune | Classement du meilleur jeune | Classement du meilleur jeune |
| Coureur                      | Coureur                      | Pays                         | Équipe                       | Temps                        |
| ---------------------------- | ---------------------------- | ---------------------------- | ---------------------------- | ---------------------------- |
| 1er                          | Christophe Moreau            | France                       | Festina-Lotus                | 11 min 17 s                  |
| 2e                           | Lance Armstrong              | États-Unis                   | Motorola                     | + 0 s                        |
| 3e                           | Paolo Savoldelli             | Italie                       | Roslotto-ZG Mobili           | + 5 s                        |
| 4e                           | Emmanuel Magnien             | France                       | Festina-Lotus                | + 7 s                        |
| 5e                           | Jan Ullrich                  | Allemagne                    | Deutsche Telekom             | + 9 s                        |

| Classement par équipes | Classement par équipes | Classement par équipes | Classement par équipes |
| Équipe                 | Équipe                 | Pays                   | Temps                  |
| ---------------------- | ---------------------- | ---------------------- | ---------------------- |
| 1re                    | ONCE                   | Espagne                | 33 min 15 s            |
| 2e                     | Gan                    | France                 | + 20 s                 |
| 3e                     | Mapei-GB               | Italie                 | + 22 s                 |
| 4e                     | Gewiss-Playbus         | Italie                 | + 39 s                 |
| 5e                     | Festina-Lotus          | France                 | + 46 s                 |

| Classement par équipes | Classement par équipes | Classement par équipes | Classement par équipes |
| Équipe                 | Équipe                 | Pays                   | Temps                  |
| ---------------------- | ---------------------- | ---------------------- | ---------------------- |
| 1re                    | ONCE                   | Espagne                | 33 min 15 s            |
| 2e                     | Gan                    | France                 | + 20 s                 |
| 3e                     | Mapei-GB               | Italie                 | + 22 s                 |
| 4e                     | Gewiss-Playbus         | Italie                 | + 39 s                 |
| 5e                     | Festina-Lotus          | France                 | + 46 s                 |